# آگوملاتین
آگوملاتین (به انگلیسی: Agomelatine) یک داروی ضد افسردگی غیرمعمول است که برای درمان اختلال افسردگی عمده استفاده می‌شود.
عوارض جانبی شایع شامل افزایش وزن، احساس خستگی، مشکلات کبدی، حالت تهوع، سردرد و اضطراب است. به دلیل مشکلات احتمالی کبد، انجام آزمایش خون به صورت مداوم توصیه می‌شود. استفاده از این دارو در افراد مبتلا به زوال عقل یا بالای ۷۵ سال توصیه نمی‌شود.
آگوملاتین برای استفاده پزشکی در اروپا در سال ۲۰۰۹ و استرالیا در سال ۲۰۱۰ تأیید شده‌است. استفاده از آن در ایالات متحده تأیید نشده‌است و تلاش برای گرفتن تأیید در سال ۲۰۱۱ پایان یافت.

## شیمی

### ساختار

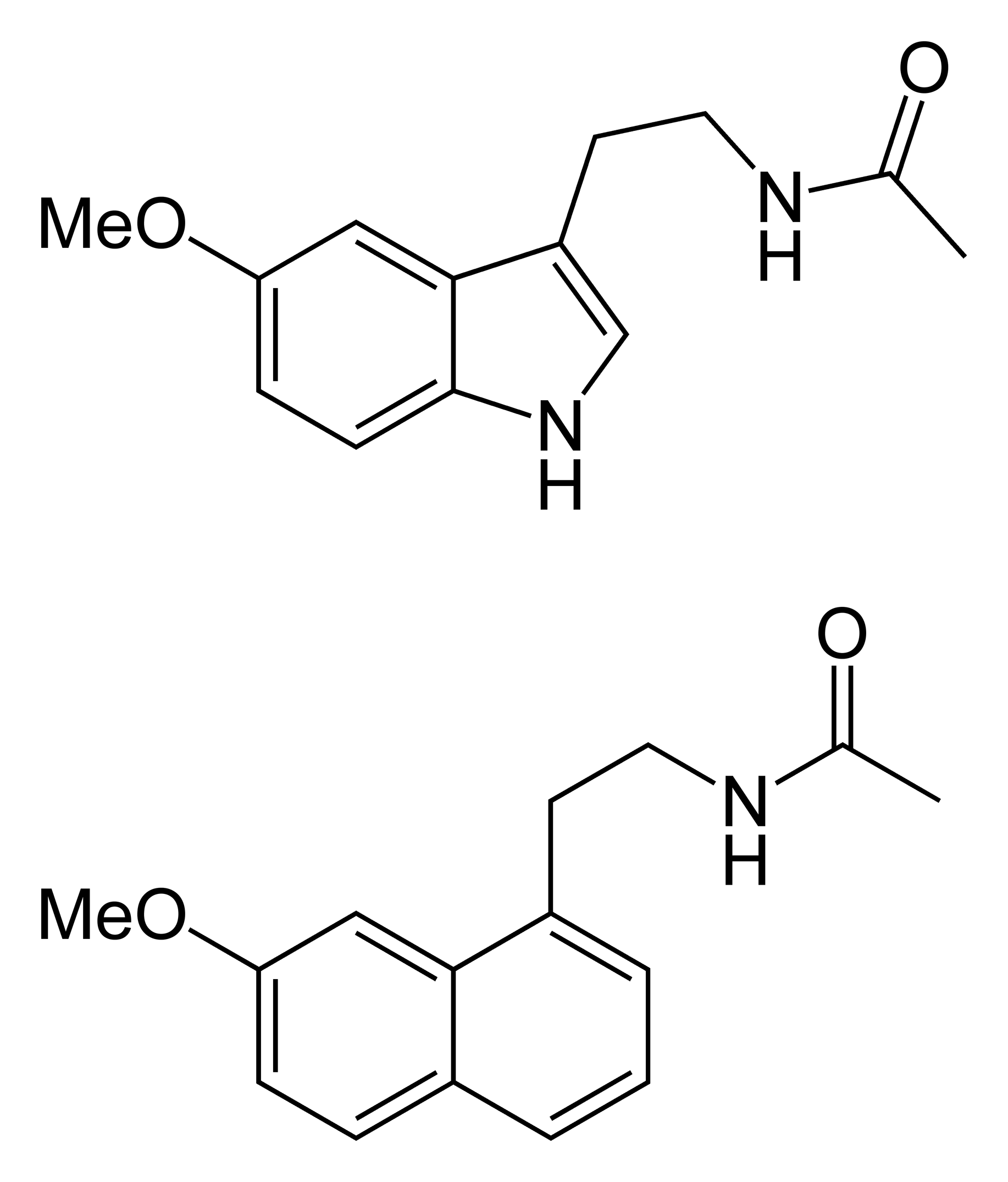
ملاتونین (بالا) در مقابل آگوملاتین (پایین)

ساختار شیمیایی آگوملاتین بسیار شبیه به ملاتونین است. با این تفاوت که ملاتونین دارای سیستم حلقه ایندول است، به جای آن، آگوملاتین دارای بیوایزوستر نفتالین است.

### سنتز

سنتز آگوملاتین: و مطالعات فعالیت ساختاری: